# Рубилово (Пушкиногорский район)
Руби́лово — деревня в Велейской волости Пушкиногорского района Псковской области России.

## Расположение
- Деревня расположена в 94 км к югу от города Псков на автодороге Р58 Новгородка — Пушкинские Горы — Новоржев — Локня.
- Удалённость от административного центра района — посёлка городского типа Пушкинские Горы составляет 14 км.
- Ближайшая железнодорожная станция — город Остров находится в 42 км от деревни.

## Население
| 2001 | 2002 | 2010 |
| ---- | ---- | ---- |
| 154  | ↘117 | ↘107 |

Численность населения составляет 154 жителя (2000 год).

## История
С 1995 до 2015 года деревня являлась административным центром Новгородкинской волости.

## Инфраструктура
В деревне расположены администрация сельского поселения «Новгородкинская волость», МОУ «Рубиловская основная общеобразовательная школа», почтовое отделение связи.